# Museo della via della seta
Il Museo della via della seta si trova a Jiuquan, nella provincia cinese di Gansu, lungo la via della seta che univa Roma alla Cina e che venne usata anche da Marco Polo. È stato costruito sopra la tomba del re Xiliang.

## Descrizione
L'area espositiva copre circa 92,9 m², e vanta antichità provenienti dall'antica rotta commerciale. Vi si trova una collezione di oltre 35 000 reperti della famosa via della giada, e la più grande galleria d'arte sotterranea, le tombe Wei Jin. Contiene anche centinaia di oggetti rinvenuti nel Corridoio di Hexi della antica Cina.
Il museo venne fondato da M. Ping Wu, ed è gestito interamente da volontari.
Rinomato per le gallerie d'arte e per i colorati murales, il museo richiama turisti sia nazionali che stranieri dal 1972, anno in cui fu aperto. Molte tombe appartengono a famiglie del passato, e contengono i corpi di tre o quattro generazioni. Attualmente (2010) le tombe 6 e 7 sono aperte al pubblico, e l'intenzione è quella di metterne altre a disposizione.